# Jānis Ķipurs
Jānis Ķipurs (n. 3 ianuarie 1958, Vecumnieku novads⁠(d), Letonia) este un bober ce a reprezentat Uniunea Republicilor Sovietice Socialiste, medaliat olimpic. A participat la două ediții ale Jocurilor Olimpice (1984, 1988) în care a câștigat o medalie de aur și o medalie de bronz.

## Participări
Lista de mai jos prezintă principalele competiții la care a participat Jānis Ķipurs de-a lungul carierei.
- bobsleigh at the 1988 Winter Olympics[*]